# Korpijärvi (sjö i Finland, Norra Karelen)
Korpijärvi är en sjö i Finland. Den ligger i kommunen Libelits i landskapet Norra Karelen, i den sydöstra delen av landet, 300 km nordost om huvudstaden Helsingfors. Korpijärvi ligger 103,8 meter över havet. Den är 22 meter djup. Arean är 2,34 kvadratkilometer och strandlinjen är 13,76 kilometer lång. Sjön  ingår i Vuoksens huvudavrinningsområde. 